# Chase Reynolds
Chase Reynolds, född 22 oktober 1987 i Drummond i Montana, är en amerikansk utövare av amerikansk fotboll (running back), som spelar i NFL. Han skrev 2011 kontrakt med St. Louis Rams som sedan 2016 heter Los Angeles Rams. Reynolds spelade collegefotboll för University of Montana. Hans första kontrakt var med Seattle Seahawks år 2011 men han rymdes inte med i laget och Seahawks släppte honom efter några veckor. Efter två års träning med St. Louis Rams fick han slutligen debutera i NFL år 2013.